# Miguel González Saravia y Colarte
Miguel González de Saravia y Colarte nació en Cartagena de Indias (Colombia) el 12 de noviembre de 1788. Su padre fue Antonio González Mollinedo y Saravia (1743-1812), quien fue presidente de la Audiencia de Guatemala de 1801 a 1811 y fue asesinado por los insurgentes bajo el comando de José María Morelos y Pavón en México.

## Biografía
El 17 de diciembre de 1817 el rey Fernando VII lo designó Gobernador Intendente de León de Nicaragua. Tomó posesión de su cargo en marzo de 1819. En 1820, al ser restablecida la Constitución de 1812, se le nombró como Jefe Político Superior de la Provincia de Nicaragua y Costa Rica y Presidente de su Diputación Provincial. Tuvo serias desavenencias con el Jefe Político Subalterno del Partido de Costa Rica, Juan Manuel de Cañas-Trujillo, quien se manifestó reacio a acatar su autoridad.
Como Presidente de la Diputación Provincial suscribió en León el acta de independencia condicional de Nicaragua y Costa Rica el 28 de septiembre de 1821 y el acta de independencia absoluta del 11 de octubre siguiente. Su autoridad sobre Costa Rica cesó formalmente el 1° de diciembre de 1821, cuando se emitió el Pacto de Concordia y Costa Rica reasumió la condición de provincia separada de Nicaragua. También hubo de enfrentar la separación de Granada, que desconoció su autoridad y nombró otro jefe político superior.
Fue partidario del Imperio Mexicano de don Agustín de Iturbide, que le nombró comandante general de Chiapas en 1822, pero antes de que asumiese este cargo, se produjo la caída del régimen imperial y la ciudad de León también lo desconoció como jefe político superior. Por estas circunstancias dejó el poder en manos de su subalterno Ignacio Sediles y abandonó Nicaragua para trasladarse a Guatemala.
El Partido de Gotera (San Miguel, El Salvador) lo eligió como diputado a la Asamblea Constituyente de las Provincias Unidas del Centro de América en 1823, pero su elección fue declarada nula. Durante un tiempo residió en Guatemala, pero en 1829 fue detenido y expulsado por el partido liberal triunfante en la guerra civil. Se trasladó a Europa y combatió en las guerras carlistas en favor del pretendiente Carlos V. Murió en Madrid el 20 de marzo de 1848.
Su hermana fue Concepción González Saravia y Delgado de Nájera (Guatemala 1804 - Ciudad de México 1877), casada con el capitán Mariano Macedo y Tello de Orozco en 1820. Sus hijos fueron Rafael, Mariano, Pablo (Ciudad de México 1851- Madrid 1919), Miguel Salvador (Ciudad de México 1856 - 1929), María y Rosa. Pablo y Miguel serían notables personajes durante el porfiriato en México, y su hija María sería nuera de Ignacio Ramírez "el Nigromante".